# Шапкин, Роман Викторович
Роман Викторович Шапкин (27 мая 1971, Орехово-Зуево) — советский и российский футболист, защитник. Мастер спорта России. Главный тренер футбольного клуба «Знамя Труда» с 2021 года.
Основную часть карьеры провёл в команде «Знамя Труда» Орехово-Зуево, за которую выступал во второй низшей лиге СССР (1991), второй (1992, 1994, 1997—1998, 1999—2002, 2008—2009), первой (1993, 1999) и третьей (1996) лигах России. За это время сыграл 407 игр, забил 38 мячей.
Также играл за «Мохаммедан» Дакка, Бангладеш (1993) и российские клубы «Колос» Краснодар (1994, вторая лига), «Химик» Орехово-Зуево (1995, КФК), дубль раменского «Сатурна» (1999, второй дивизион), «Динамо» Брянск (2004—2008, первый дивизион), «Приалит Реутов» (2010, ЛФЛ).
Окончил Высшую школу тренеров. Тренер-преподаватель по футболу в спортивной школе «Спартак-Орехово». В январе 2021 года стал исполняющим обязанности главного тренера «Знамени Труда».